# André Franqueira Rodrigues

## André Franqueira Rodrigues
André Franqueira Rodrigues (n. 1977) é um político português, membro do Partido Socialista (PS) e deputado ao Parlamento Europeu desde 2024. Natural dos Açores, tem desenvolvido a sua atividade política em áreas como a agricultura, pescas, segurança e defesa, e coesão territorial.

## Formação académica
É licenciado em Direito e concluiu a componente letiva do Mestrado em Ciências Jurídico-Forenses pela Faculdade de Direito da Universidade de Coimbra.

## Carreira política
Iniciou o seu percurso político na Assembleia Legislativa da Região Autónoma dos Açores, onde foi eleito deputado em 2024. Durante esse período, integrou a direção do Grupo Parlamentar do PS Açores.
Rodrigues foi também assessor do então presidente do Governo Regional dos Açores, Vasco Cordeiro, durante os seus mandatos entre 2012 e 2020.
Em 2021, foi eleito presidente da Comissão Política de Ilha do PS de São Miguel.

## Parlamento Europeu
Em junho de 2024, assumiu funções como deputado ao Parlamento Europeu. No Parlamento, é atualmente:
- Coordenador do Grupo da Aliança Progressista dos Socialistas e Democratas (S&D) na Comissão das Pescas (PECH).
- Membro da Comissão da Agricultura e Desenvolvimento Rural (AGRI).
- Membro da Comissão do Ambiente, da Saúde Pública e da Segurança Alimentar (ENVI).
- Membro da Comissão dos Transportes e do Turismo (TRAN).
- Membro da Comissão da Segurança e Defesa (SEDE).

Integra ainda as seguintes delegações:
- Delegação para as Relações com os Estados Unidos (D-US)
- Delegação para as Relações com a República Popular da China (D-CN)
- Delegação à Assembleia Parlamentar Euro-Latino-Americana (DLAT)
- Delegação à Assembleia Parlamentar Paritária OEACP-UE (DACP)
- Delegação à Assembleia Parlamentar Pacífico-UE (DPAC)

Tem-se destacado na defesa dos interesses das regiões ultraperiféricas, com enfoque particular na valorização das produções locais, na reforma da Política Agrícola Comum (PAC) e nas pescas tradicionais.